# Олби, Джордж Уилсон
Джордж Уилсон Олби (англ. George Wilson Albee, 20 декабря 1921 — 8 июля 2006) — пионер в клинической психологии. Считал, что социальные факторы, такие как безработица, расизм, сексизм и все бесчисленные формы эксплуатации людей людьми, являются основной причиной психических заболеваний. Он был одним из ведущих деятелей в развитии общественной психологии.

## Карьера
Олби родился в Сент-Мэрисе, штат Пенсильвания , он посещал Колледж Бетани и окончил его в 1943 году.
Он был призван в Военно-воздушные силы Армии США в конце Второй мировой войны. После ухода из вооружённых сил он учился в Университете Питтсбурга, где получил степень магистра и докторантуры. Получив докторскую степень в 1949 году, он провёл следующие два года в исследовательском отделении в Западном психиатрическом институте . С 1951 по 1953 годы Олби работал в Центральном офисе Американской психологической ассоциации (АПА).
В 1953 году Олби отправился в Финляндию на год, в рамках программы Фулбрайта, в качестве учёного. После вернулся в США, где был назначен на должность профессора в Университет Кейс Вестерн резерв, должность, которую он занимал в течение 16 лет.
В 1971 году Олби оставил должность в Кейс Вестерн. Трудовую деятельность продолжил в Университете Вермонта, где работал до выхода на пенсию в 1991 году. В период работы в Университете Вермонта он женился на Констанце Импалларии, в совместном союзе у них родилось 4 детей: Алек, Люк, Мод и Сара.
Во время своей карьеры Олби был автором новаторских исследований в 50-х и 60-х годах, которые показали, что социальные факторы, такие как нищета, расизм, сексизм и жестокое обращение с детьми, в значительной степени ответственны за психические заболевания. Он считал, что психологи должны уделять больше внимания профилактике, а не лечению один на один. После выхода на пенсию Олби провёл время, путешествуя по всему миру, читая лекции по психологии, а также вёл колонку юмора в местной газете The Longboat Observer.
С 1969 по 1970 год Олби был президентом АПА. За время своего президентствования Олби обсуждал существовавшие конфликты между основным направлением психологии и требованиями чернокожих и психологов-женщин.
Автор более 200 статей и глав в книгах о подходах сообщества к психическим заболеваниям, а также им написано более десятка книг. Олби умер в Лонгбоут Ки, Флорида.

## Позиции и награды
Служил в президентских комиссиях Эйзенхауэра и Картера по вопросам психического здоровья.
- С 1969 по 1970 год Олби был президентом Американской психологической ассоциации (АПА).[4]
- В 1973 получил награду АПА за выдающиеся профессиональные достижения.[5]
- В 1993 награждён золотой медалью Американского психологического фонда (APF).[5]
- В 1997 году он получил премию за достижения в области прикладной превентивной психологии.[5]

## Внешние ссылки
- Albee's bibliography at Копак (недоступная ссылка).
- The Dell Paperback Collection at the Library of Congress has first paperback editions of Albee's works.
- Джордж Уилсон Олби (1921-2006), Радикальный психолог сообщества: критический некролог